# Gran Premio de Alemania del Este de Motociclismo de 1962
El Gran Premio de Alemania del Este de Motociclismo de 1962 fue la octava prueba de la temporada 1962 del Campeonato Mundial de Motociclismo. El Gran Premio se disputó el 19 de agosto de 1962 en el Circuito de Sachsenring.

## Resultados 500cc
La carrera de 500cc se convirtió en presa simple de Mike Hailwood. Fue su cuarta victoria consecutiva, pero Alan Shepherd terminó segundo por tercera vez, consolidando su segunda posición en la general. Bert Schneider quedó en tercer lugar y, por lo tanto, también subió al tercer lugar en la clasificación de la Copa del Mundo a expensas de los retirados Gary Hocking y Phil Read, que no participaron.
| Pos.    | Piloto              | Equipo    | Tiempo      | Pts. |
| ------- | ------------------- | --------- | ----------- | ---- |
| 1       | Mike Hailwood       | MV Agusta | 51:00.7     | 8    |
| 2       | Alan Shepherd       | Matchless | +1:37.3     | 6    |
| 3       | Bert Schneider      | Norton    | +2:09.4     | 4    |
| 4       | František Šťastný   | Jawa      | +2:09.9     | 3    |
| 5       | Paddy Driver        | Norton    | +2:10.7     | 2    |
| 6       | Roland Föll         | Matchless | +3:04.9     | 1    |
| 7       | Roy Ingram          | Norton    | +3:24.1     |      |
| 8       | Mike Duff           | Matchless | +1 Vuelta   |      |
| 9       | William Van Leeuwen | Norton    | +1 Vuelta   |      |
| 10      | György Kurucz       | Norton    | +1 Vuelta   |      |
| 11      | Vernon Cottle       | Norton    | +1 Vuelta   |      |
| 12      | Graham Smith        | Norton    | + 2 Vueltas |      |
| 13      | Bosse Granath       | Norton    | + 2 Vueltas |      |
| 14      | Alfred Worel        | BSA       | + 4 Vueltas |      |
| Ret     | Jack Ahearn         | Norton    | Ret         |      |
| Ret     | Dennis Fry          | Norton    | Ret         |      |
| Ret     | Jack Findlay        | Norton    | Ret         |      |
| Ret     | Jacques Insermini   | Norton    | Ret         |      |
| Ret     | Bob Coulter         | AJS       | Ret         |      |
| Ret     | John Gabites        | Norton    | Ret         |      |
| Ret     | Ladislaus Richter   | Norton    | Ret         |      |
| Ret     | Joop Vogelzang      | Norton    | Ret         |      |
| Ret     | Eduard Lenz         | Norton    | Ret         |      |
| Ret     | Albert Montagne     | Norton    | Ret         |      |
| Ret     | Werner Spinnler     | Norton    | Ret         |      |
| Ret     | Vagn Stevnhoved     | Norton    | Ret         |      |
| Ret     | Martinus van Son    | Norton    | Ret         |      |
| Fuente: |                     |           |             |      |

## Resultados 350cc
Con su tercera victoria en la categoría de 350cc, Jim Redman se alejó más en la general de Mike Hailwood, que terminó segundo. Tommy Robb, que reemplazaba al fallecido Bob McIntyre, regresó al podio. Nikolai Sevostianov terminó sexto con la rusa CKEB S-360.
| Pos. | Piloto              | Moto      | Tiempo    | Pts. |
| ---- | ------------------- | --------- | --------- | ---- |
| 1    | Jim Redman          | Honda     | 49' 45" 7 | 8    |
| 2    | Mike Hailwood       | MV Privat | +46" 6    | 6    |
| 3    | Tommy Robb          | Honda     | +1' 09"   | 4    |
| 4    | Gustav Havel        | Jawa      | +1' 09" 4 | 3    |
| 5    | Mike Duff           | AJS       |           | 2    |
| 6    | Nikolai Sevostianov | CKEB      |           | 1    |
| 7    | William van Leeuwen | Norton    |           |      |
| 8    | Paddy Driver        | Norton    |           |      |
| 9    | Alan Shepherd       | Norton    |           |      |
| 10   | Bert Schneider      | Norton    |           |      |
| 11   | Jack Findlay        | Norton    |           |      |
| Ret  | František Šťastný   | Jawa      | Ret       |      |

## Resultados 250cc
En el cuarto de litro, Mike Hailwood consiguió MZ RE 250 de fábrica para la ocasión y funcionó notablemente bien: terminó tan solo tres décimas por detrás del ganador Jim Redman (Honda RC 163) y poco más de un minuto por delante del piloto oficial de MZ Werner Musiol. Nikolai Sevostianov fue quinto con la rusa CKEB S-259.
| Pos. | Piloto              | Moto      | Tiempo    | Pts. |
| ---- | ------------------- | --------- | --------- | ---- |
| 1    | Jim Redman          | Honda     | 46' 21" 8 | 8    |
| 2    | Mike Hailwood       | MZ        | +0" 3     | 6    |
| 3    | Werner Musiol       | MZ        | +1' 38" 7 | 4    |
| 4    | Moto Kitano         | Honda     | +1 Vuelta | 3    |
| 5    | Nikolai Sevostianov | CKEB      |           | 2    |
| 6    | Dan Shorey          | Bultaco   |           | 1    |
| Ret  | Alan Shepherd       | Aermacchi | Ret       |      |
| Ret  | Tommy Robb          | Honda     | Ret       |      |

## Resultados 125cc
En el octavo de litro, Luigi Taveri ya era un campeón mundial, pero eso no le impidió pelear una feroz batalla con su compañero de equipo Jim Redman. Terminaron casi en el mismo segundo, al igual que Hans Fischer que con su MZ RE 125 terminó tercero.
| Pos. | Piloto           | Moto  | Tiempo     | Pts. |
| ---- | ---------------- | ----- | ---------- | ---- |
| 1    | Luigi Taveri     | Honda | 43' 58" 3  | 8    |
| 2    | Jim Redman       | Honda | + 0" 3     | 6    |
| 3    | Hans Fischer     | MZ    | + 0" 7     | 4    |
| 4    | Tommy Robb       | Honda | + 1' 06" 8 | 3    |
| 5    | Klaus Enderlein  | MZ    | + 1' 11" 8 | 2    |
| 6    | Werner Musiol    | MZ    | + 1' 31" 7 | 1    |
| 7    | László Szabó     | MZ    |            |      |
| 8    | Stanislav Malina | CZ    |            |      |
| Ret  | Walter Brehme    | MZ    | Ret        |      |

## Resultados 50cc
El líder del Mundial Ernst Degner no pudo participar en el Gran Premio del país del que había huido en 1961, pero ahora que su mayor oponente Hans-Georg Anscheidt tampoco anotó, el daño fue limitado. Jan Huberts ganó la carrera con su Kreidler por delante de Mitsuo Itoh y Hugh Anderson (ambos con Suzuki RM 62)
| Pos. | Piloto           | Moto     | Tiempo    | Pts. |
| ---- | ---------------- | -------- | --------- | ---- |
| 1    | Jan Huberts      | Kreidler | 21' 36" 1 | 8    |
| 2    | Mitsuo Itoh      | Suzuki   | +4" 1     | 6    |
| 3    | Hugh Anderson    | Suzuki   | +11" 1    | 4    |
| 4    | Luigi Taveri     | Honda    | +11" 3    | 3    |
| 5    | Tommy Robb       | Honda    |           | 2    |
| 6    | Dan Shorey       | Kreidler |           | 1    |
| 7    | Kenjiro Tanaka   | Honda    |           |      |
| 8    | Walter Brehme    | MZ       |           |      |
| 9    | Erhard Krumpholz | MZ       |           |      |